# Плакодерми
Плакодерми, або пластинношкірі риби  (Placodermi) — клас щелепноротих (Gnathostomata), які жили у палеозої, починаючи з раннього силуру. Їхній розквіт спостерігався у девоні, однак в кінці його клас повністю зник.

## Загальні відомості
Перші пластинношкірі риби жили у прісних водоймах, але пізніше опанували моря. Характерною ознакою цих риб була наявність вкритих шкірою пластин, які захищали голову і тулуб. Плакодерми були першими хребетними, у яких з'явились щелепи. Вважають, що щелепи розвинулись з панцирних кісток, які виконували функцію підтримки зябрів у безщелепних риб. Більшість пластинношкірих вела малорухливий придонний спосіб життя, живлячись бентосними організмами та водною рослинністю. Поява щелеп дозволила цій групі тварин освоїти пелагіаль та деяким з них стати активними хижаками. Щелепи дозволяли хапати здобич, прокушувати панцирі, трощити черепашки молюсків та панцирі ракоподібних. З цим пов'язаний спалах формоутворення та поява у панцирних риб нових пристосувань до активного способу життя — парних плавців, кісткових хребців, зябрових кришок та інших органів, які характерні і для сучасних риб.
Найбільшим представником плакодерм був дунклеостей (Dunkleosteus), який сягав довжини 10 м. Це був найбільший хижак своєї епохи, зуби якому заміняли гострі кісткові пластинки, а рухоме з'єднання голови та тіла дозволяло рибі відкидати голову назад та широко відкривати рот. Об'єктом полювання дунклеостея була велика риба та навіть акули.
Назва "панцирні риби", що була росповсюдженна у старій літературі, є некоректною, та не вказує на справжні анатомічні особливості плакодерм. Так званий "панцир" є набором підшкірних пластин, а не рогових щитків. [відсутнє в джерелі]